# Батальйон імені Джохара Дудаєва
Чеченський миротворчий батальйон імені Джохара Дудаєва — добровольчий військовий підрозділ, що бере участь у війні на сході України. Складається переважно з чеченців, що вимушені були покинути свою батьківщину та проживають у країнах Західної Європи. Також у складі батальйону воюють українці, росіяни, інгуші, азербайджанці, татари та представники інших народів. Названий на честь Джохара Дудаєва, першого президента Чеченської Республіки Ічкерія. З березня 2022 року увійшов до складу Інтернаціонального легіону територіальної оборони України.

## Історія створення
Початок створенню батальйону було покладено на початку березня 2014 року в Данії. Саме там перебуває велика кількість чеченців, опозиційно налаштованих щодо Росії і змушених емігрувати після другої російсько-чеченської війни. Ініціатором його створення стала організація «Вільний Кавказ», яку було створено у 2006 році в Данії з політичних емігрантів з країн Кавказу, які перебувають у Європі. 3 березня 2014 р. президією ОПД «Вільний Кавказ» було зроблено заяву у зв'язку з російською агресією проти України в Криму. У ній зокрема йшлося про намір формувати батальйон із добровольців.

## Керівництво
Командиром батальйону став Іса Мунаєв, бригадний генерал Збройних сил Ічкерії, комендант Грозного у 1999-2000-му роках. У відеозверненні до українського народу, опублікованому в серпні 2014 року, пояснюючи причини участі в російсько-українській війні Іса Мунаєв сказав:
Начальником штабу батальйону за повідомленнями ЗМІ став полковник Іса Садигов. Кадровий військовий, за СРСР закінчив вище артилерійське училище в Тбілісі та академію в Ленінграді. Учасник війни в Нагірному Карабасі, ексзаступник Збройних сил Азербайджану. З 2001 року політичний емігрант, отримав політичний притулок у Норвегії.
2 лютого 2015-го року стало відомо про загибель під Дебальцевим у бою з сепаратистами та російськими військами комбата Іси Мунаєва. Наступного дня було оголошено, що командиром батальйону призначено Адама Осмаєва.

## Кількість бійців та національний склад
В офіційному зверненні з приводу створення батальйону було зазначено, що бажання взяти участь у боротьбі з російською агресією в Україні відразу виявили понад 300 добровольців. За даними командування батальйону у його складі воюють, окрім чеченців, грузини, інгуші, азербайджанці, українці та добровольці з європейських країн. В перспективі особовий склад підрозділу планується довести до 2 тисяч осіб.

## Пресконференція в Одеському кризовому медіа-центрі
23 жовтня 2014 р. в Одеському кризовому медіа-центрі відбулась пресконференція командира чеченського миротворчого батальйону ім. Джохара Дудаєва, генерала Іси Мунаєва та відомої активістки Євромайдану з Одеси, лікарки Аміни Окуєвої. Саме вона допомагала організувати діяльність батальйону в Україні.
На прес-конференції було розказано про діяльність батальйону, та озвучений заклик до українців щодо продовження боротьби з російською агресією. Іса Мунаєв сказав журналістам таке:
|  | Ми знали, що вони (росіяни) скоять напад на Україну, ми знали, що вони підуть на Грузію. Ми не просто 23 роки воюємо. Мій народ воює 400 років. Чотириста років москалі не дають моєму народові жити у своїй державі. Ми не воюємо за релігійні переконання. Наша мета жити у своїй вільній державі. |

Тоді ж Іса Мунаєв повідомив, що ті українські батальйони, які мали у складі хоча б трохи чеченців, понесли менші втрати у боях під Іловайськом. Пов'язане це з тим, що знаючи про підлість російського командування, вони не вірили в «зелені коридори», які за досвідом двох чеченських війн є пасткою з боку Збройних сил РФ.

## Участь у бойових діях
Щодо мети діяльності, то зокрема Іса Мунаєв зазначав, що чеченські спеціалісти працюють інструкторами, готуючи молодих командирів для участі в боях. За його словами, на початок осені 2014 року вже підготовлені десятки молодших командирів, здатних стати гарними командирами взводу.
22 вересня 2022 року голова уряду Чеченської Республіки Ічкерія у вигнанні Ахмед Закаєв заявив, що на боці України, крім батальйону імені Джохара Дудаєва, воюють ще чотири чеченські батальйони.